# Rik Folens
Rik Folens (21 maart 1959) is een Belgische voormalige atleet, die gespecialiseerd was in het hordelopen. Hij werd eenmaal Belgisch kampioen outdoor en driemaal indoor.

## Loopbaan
Folens werd in 1984 Belgisch kampioen op de 110 m horden. Hij werd ook driemaal indoorkampioen. In 1987 nam hij op de 60 m horden deel aan de Europese indoorkampioenschappen, waar hij opgaf in de series. Hij was aangesloten bij Hermes Atletiekclub Oostende.

## Belgische kampioenschappen
Outdoor
| Onderdeel    | Jaar |
| ------------ | ---- |
| 110 m horden | 1984 |

Indoor
| Onderdeel   | Jaar |
| ----------- | ---- |
| 60 m horden | 1987 |

## Persoonlijke record
| Onderdeel    | Prestatie | Datum        | Plaats                 |
| ------------ | --------- | ------------ | ---------------------- |
| 110 m horden | 14,06 s   | 30 juni 1985 | Sint-Lambrechts-Woluwe |

## Palmares

### 60 m horden
- 1987:  BK indoor AC - 7,99 s
- 1987: DNF series EK indoor in Liévin

### 110 m horden
- 1984:  BK AC - 14,39 s
- 1985:  BK AC - 14,23 s
- 1986:  BK AC - 14,48 s
- 1987:  BK AC - 14,27 s